# Arenal (wulkan)
Arenal (hiszp. Volcán Arenal) – stożek wulkaniczny w paśmie Cordillera de Guanacaste, w północnej Kostaryce. Jest to stratowulkan. Osiąga wysokość 1633 m n.p.m. (niektóre źródła podają 1657 lub 1670 m n.p.m.).
Arenal jest najmłodszym wulkanem Kostaryki, jego pierwszą erupcję datuje się na 7 tys. lat temu. Jest to zarazem najbardziej aktywny wulkan Kostaryki. Ostatnia większa erupcja miała miejsce w 1968, kiedy wulkan wybuchł gwałtownie po 400 latach uśpienia. W czasie tej erupcji zginęło 87 osób. Opad popiołów zniszczył miejscowe pastwisko i zmusił lokalnych hodowców do ubicia 100 tys. sztuk bydła. Od 1968 obserwuje się stałą niewielką aktywność wulkaniczną: powolne wypływy lawy i emisję materiału piroklastycznego.

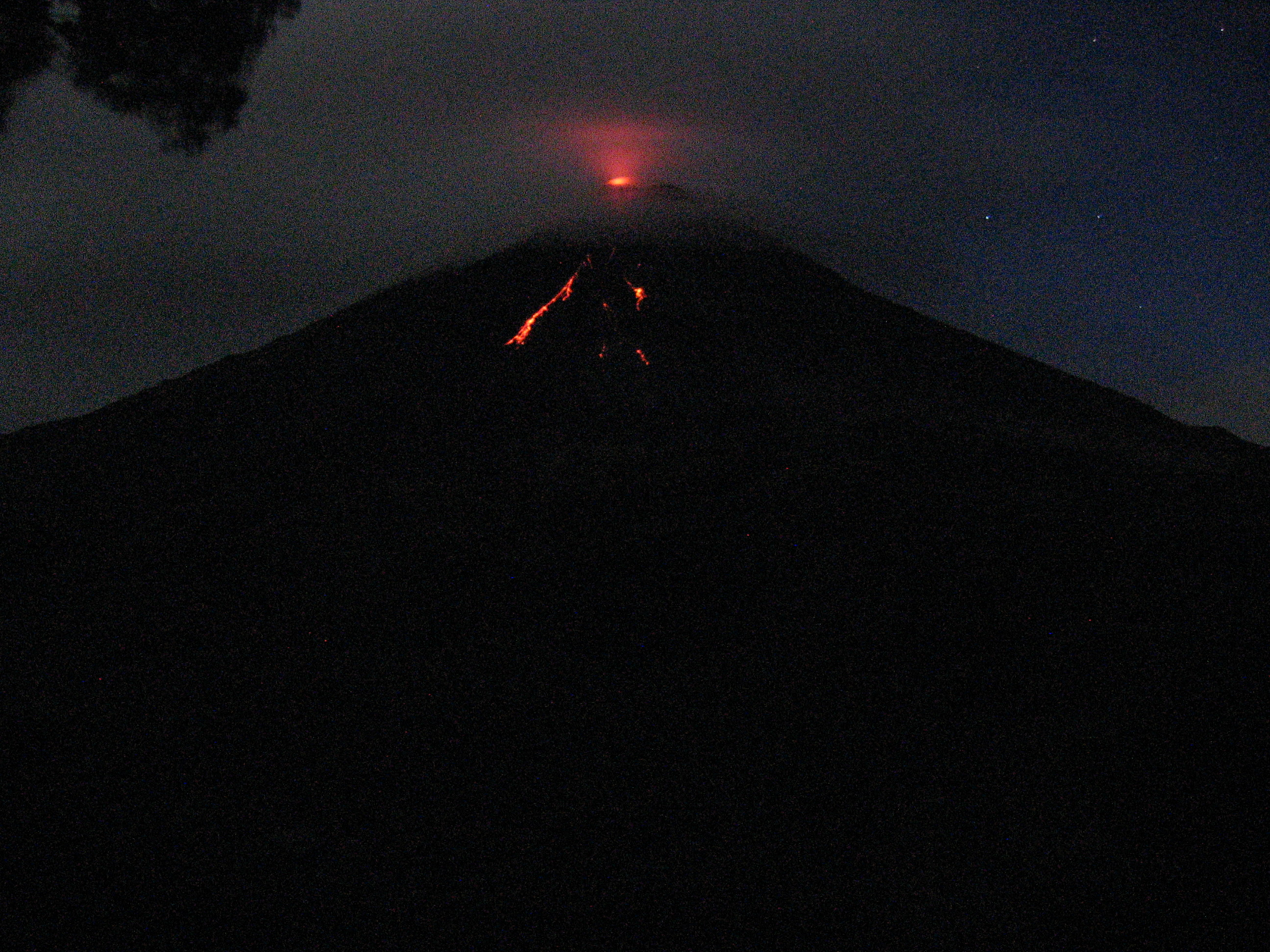
Wylewy lawy widoczne w nocy

W 1991 na obszarze wulkanu Arenal i wygasłego wulkanu Chato utworzono park narodowy Arenal.
U stóp wulkanu znajduje się jezioro Arenal, dodatkowo podpiętrzone w celach energetycznych.